# بسی-لا-کور
بسی-لا-کور (به فرانسوی: Bessey-la-Cour) یک کمون در فرانسه با جمعیت ۷۴ نفر است که در Canton of Bligny-sur-Ouche واقع شده‌است.